# Токен (блокчейн)
То́кен — единица учёта, не являющаяся криптовалютой, предназначенная для представления цифрового баланса в некотором активе, иными словами, выполняющая функцию «заменителя ценных бумаг» в цифровом мире.
Токены представляют собой запись в регистре, распределённую в блокчейн-цепочке. Управление токеном обычно реализуется с помощью смарт-контракта, в котором записаны значения остатков на счетах держателей токенов, и который предоставляет возможность перевода токенов с одного счёта на другой. Получить доступ к токену можно через специальные приложения, которые используют схемы электронной подписи. Основная часть существующих на сегодняшний день токенов формируется на протоколе Blockchain от Ethereum в соответствии со стандартом ERC-20. Сегодня существует много разновидностей токенов, есть даже токен в честь 8 марта.

## Виды токенов

### Токены приложений или токены-жетоны
Токены приложений, также называемые как Аппкойны (Appcoins), утилитарные токены, пользовательские токены, предназначены для получения доступа к сервисам, которые предоставляет распределённая сеть. Например, для создания приложений в сети Ethereum Вам необходимо приобрести токен Эфир. Чтобы записать файлы в распределённую сеть для хранения файлов Sia, понадобятся токены Сиакойны (SC). Для оплаты децентрализированных сетевых сервисов Emercoin также потребуются одноимённые токены.

### Токены-акции
Токены-акции предназначены для привлечения инвестиций, необходимых для развития существующих проектов разработки или для построения сети с нуля. В отличие от токенов-жетонов они не используются для доступа к приложениям сети, они выступают в качестве цифровых акций компании.
Токены-акции являются цифровым аналогом классических акций фондового рынка: инвесторы, владельцы токенов, покупают токены с целью получения дивидендов, представляющих собой процент от дохода или часть комиссий за транзакции сети.
К примеру, Sia выплачивает владельцам токенов 3,9 % от дохода за хранение информации. В ДАО, например, токены-акции выступают в качестве доли компании.

### Кредитные токены
Кредитные токены — это токены, которые используются с целью краткосрочного заимствования денежных средств с дальнейшей выплатой процентной ставки от суммы займа.
Одним из первых проектов, использующих кредитные токены стала сеть Steemit, использующая токены SD (Steem Dollar). Покупая этот токен, пользователь должен получать 10 процентов годовых, при этом выплаты осуществляются в виде самого же токена SD.

### Уникальные токены
Уникальные токены (Non-fungible token) — токены, не обладающие свойством взаимозаменяемости. Они могут быть использованы для записи в блокчейн информации о владении игровыми предметами, объектами цифрового искусства, движимым и недвижимым имуществом.

### Токен управления
Токены управления (англ. Governance Token) предоставляют их держателям права голоса в принятии решений, касающихся развития и управления блокчейн-проектом или децентрализованной автономной организацией: по вопросам изменения протокола, распределения средств и внедрения новых функций в приложение. Например, приложение компании OpenAI, World App, планирует использовать собственный токен WLD для участия в управлении сообществом; приложения Cheelee, MakerDao, Uniswap уже используют для этих целей собственные токены.

## Чем токен отличается от криптовалюты
Токен и криптовалюта — это не одно и то же. В отличие от криптовалют, токены могут выпускаться и управляться полностью централизовано. Ниже будут приведены отличия токена от криптовалют в понимании создателя биткойна Сатоси Накамото.
Отличия токена от криптовалюты:
- эмиссия токенов может проходить централизовано и децентрализовано, криптовалют — только децентрализовано;
- верификация транзакций токенов может проходить централизовано и децентрализовано, криптовалют — только децентрализовано;
- на цену токенов может влиять очень широкий список факторов, помимо спроса и предложения (выпуск дополнительных токенов, привязка к другим активам), цена криптовалют полностью регулируется рынком;
- токены необязательно должны быть запущены на собственном блокчейне, криптовалюты же всегда имеют собственный блокчейн[14].